# Cem Korkmaz

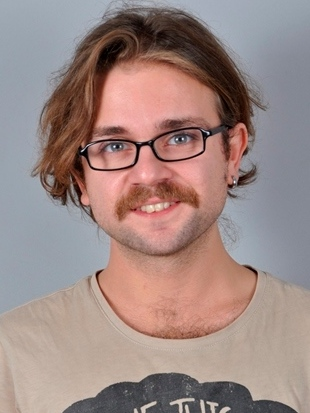
Cem Korkmaz (2016)

Cem Korkmaz (* 19. August 1987 in Bursa; † 1. November 2017 in İstanbul) war ein türkischer YouTuber und Schauspieler.

## Leben und Karriere
Korkmaz wurde am 19. August 1987 in Bursa geboren. Sein Vater Muhittin Korkmaz ist ebenfalls Schauspieler. Sein Debüt gab er 2004 in dem Film G.O.R.A. Er besuchte die Grund- und Sekundarschule in Bursa. Danach studierte er am Bursa State Theatre in Bursa. Unter anderem erstellte Korkmaz einen YouTube-Kanal. 2014 bekam er in der Fernsehserie Diğer Yarım die Hauptrolle. Außerdem spielte er später in den Filmen wie A.R.O.G., Kocan Kadar Konuş und Recep İvedik 4. Bevor Korkmaz starb, spielte er in dem Film Dümdüzz Adam die Hauptrolle.

## Tod
Am 1. November 2017 starb Korkmaz in seinem Haus in Istanbul. Sein Leichnam wurde nach Bursa gebracht. Er wurde auf dem Pınarbaşı Mezarlığı beerdigt.

## Filmographie (Auswahl)
- 2004: G.O.R.A. (Film)
- 2008: A.R.O.G (Film)
- 2013: Recep İvedik 4 (Film)
- 2014: Diğer Yarım (Fernsehserie, 23 Episoden)
- 2015: Kocan Kadan Konuş (Film)
- 2018: Dümdüzz Adam (Film)